# هیپو
هیپو یا هیپون(به یونانی: Ἵππων) فیلسوف پیشاسقراطی بود. زادگاه وی به درستی مشخص نیست، به‌طوری که در منابع مختلف زادگاه او ریدجو کالابریا، متاپونتوم، ساموس و کروتون معرفی شده‌است. با این وصف عجیب نیست که برخی احتمال داده‌اند شاید بیش از یک فیلسوف با این نام وجود داشته‌است.
ارسطو در کتاب متافیزیکش از هیپو نام می‌برد؛ امّا اندیشهٔ او را چندان مهم نمی‌داند و او را در ردیف فیلسوفان بزرگ قرار نمی‌دهد. در برخی منابع قدیمی او به الحاد متّهم شده، امّا دلیل این اتّهام امروزه مشخّص نیست.
هیپو آب و آتش را عناصر اوّلیه می‌دانسته، با این توضیح که خود آتش را نیز نشأت گرفته از آب می‌پنداشته‌است. او بر این عقیده بوده که مقداری خاص و معیّن از رطوبت در همهٔ اشیاء هست؛ به‌طوری که مثلآ بیماری نتیجهٔ برهم خوردن میزان رطوبت است.